# Eddy Stoefs
Eddy Stoefs is een personage uit de Belgische televisieserie Matroesjka's en wordt gespeeld door Luk Wyns.
Eddy is de manager en boekhouder van Studio 69, en is er niet vies van af en toe wat in het zwart te verhandelen of geld achter te houden. Tijdens een razzia in Studio 69 werd hij ontdekt met het lijk van Vincent Dockx in zijn wagen die vermoord werd door Raymond Van Mechelen. Stoefs kreeg hier echter 8 jaar cel voor, hij werd ook veroordeeld voor fraude en bendevorming.
Na zijn vervroegde vrijlating reisde hij Jan Verplancke achterna naar Thailand om zijn geld terug te krijgen. Daar krijgt hij samen met Verplancke ruzie met Van Mechelen, en slaan hem dood. Daarna vluchten ze naar België, waar ze wat werken voor Bob Sels. In de laatste aflevering wordt Eddy, na een ruzie met Verplancke, doodgestoken, in stukken gezaagd en in een container gedumpt. Jan vlucht naar het buitenland.

## Uitspraken
- That's eur bed. Eur bed!
- De condooms ligge in de schuif. Mor zetter wa veurzichtig mee hè, z'is nog ni hielemoal gerodeerd.
- Er zen der bij die het nen tijd kunnen wegsteken, maar uiteindelijk zen 't ammel hoeren.
- And this is your way of saying thank you? Awel merci!
- Gij hebt niks te liken, stoemme trut!
- Na ni overdrijven hè, half Marokko heeft al oep a gezeten voor nog geen 40 euro, dus ni beginnen zieveren over geld hè.
- Ela! Sit down you. Sit down! En dak a nimmer hoor hè, rosse voenk.
- Shut up you!
- Gij ze mijnen baas nimier hè gast!
- You know the rules. Ni vogelen, geen centjes.
- Danny, da's een hoer. Da's altij een hoer gewest en da zal altij een hoer blaave.
- Ik lig hier te bloeien gelijk een varken.